# 声問駅

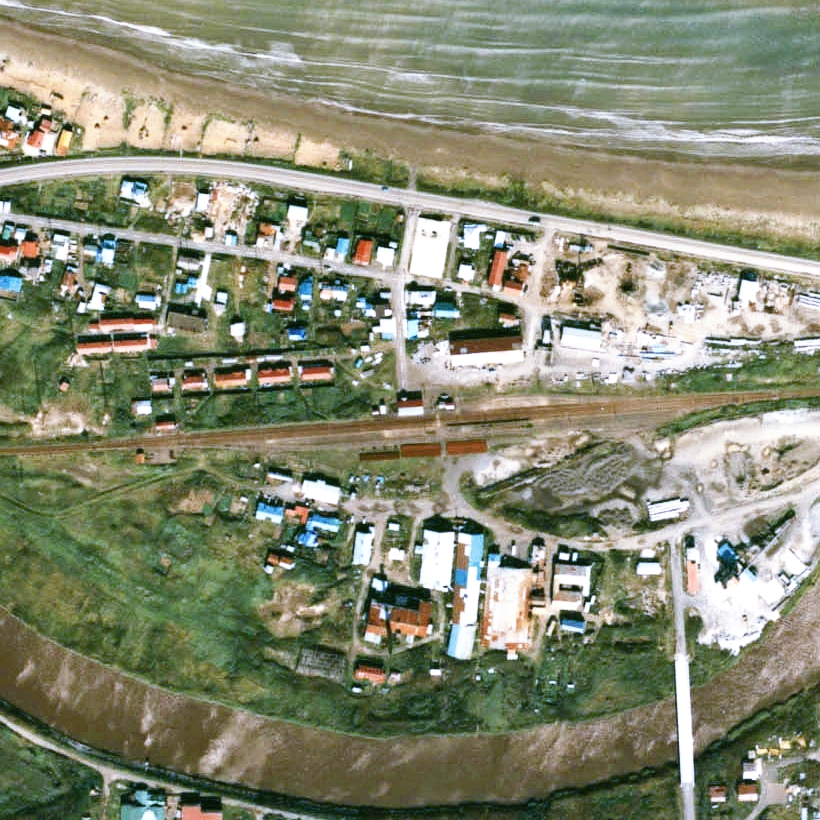
1977年の声問駅と周囲約500m範囲。左が南稚内方面。千鳥式ホーム2面2線と駅舎横の貨物ホームへ引込み線、駅裏にも貨物ホームと副本線を持っていた。荷物扱い廃止及び無人化後の姿だが、この時点で駅舎横の引込み線が撤去されていたかどうかは不明。この1年後の貨物扱い廃止後、副本線は恵北側の分岐が撤去され、待避用として引込み線化された。

声問駅（こえといえき）は、北海道（宗谷支庁）稚内市大字声問村字声問にかつて設置されていた、北海道旅客鉄道（JR北海道）天北線の駅（廃駅）である。事務管理コードは▲121919。

## 歴史
- 1922年（大正11年）11月1日 - 鉄道省宗谷本線の鬼志別駅 - 稚内駅（現在の南稚内駅）間延伸開通（宗谷本線全通）に伴い開業[3]。一般駅[3]。
- 1930年（昭和5年）4月1日 - 音威子府駅 - 稚内駅間を宗谷本線から削除し路線名を北見線に改称、それに伴い同線の駅となる。
- 1949年（昭和24年）6月1日 - 公共企業体である日本国有鉄道に移管。
- 1961年（昭和36年）4月1日 - 路線名を天北線に改称、それに伴い同線の駅となる。
- 1973年（昭和48年）9月17日 - 荷物の取り扱いを廃止[4]。貨物は接続専用線車扱貨物のみ取り扱い。出札・改札業務を停止し、旅客業務については無人[5]（簡易委託）化（駅前の商店）。
- 1978年（昭和53年）10月2日 - 接続専用線車扱貨物取り扱いを廃止。
- 1987年（昭和62年）4月1日 - 国鉄分割民営化により、北海道旅客鉄道（JR北海道）の駅となる[1]。
- 1989年（平成元年）5月1日 - 天北線の全線廃止に伴い、廃駅となる[1]。

### 駅名の由来
所在地名より。アイヌ語の「コイトゥイェ（koy-tuye）」（波が・崩す）に由来する。現在の声問川の河口付近で風波によって砂州が崩されていた様子から名付けられた。

## 駅構造
廃止時点で、相対式ホーム2面2線を有する地上駅で、列車交換可能な交換駅であった。互いのホームは、駅舎側ホーム東側と対向側ホーム西側を結んだ構内踏切で連絡していた。駅舎側（北側）ホームが上下共用の1番線、対向側ホームが上りの2番線となっていた。そのほか、2番線の南稚内方から対向側ホーム外側に分岐した行き止まりの側線を1線有していた。
1973年（昭和48年）から廃止まで、無人駅扱いの運転取り扱い要員のみが配置されていた駅であった。駅舎は構内の北側（南稚内方面に向かって右側）に位置し、1番線ホーム中央部に接していた。ホームには花壇があり、風が強いために一度温床で苗を育ててから移植していた。

## 利用状況
乗車人員の推移は以下のとおり。年間の値のみ判明している年については、当該年度の日数で除した値を括弧書きで1日平均欄に示す。
| 年度               | 乗車人員 | 乗車人員 | 出典   | 備考 |
| 年度               | 年間     | 1日平均  | 出典   | 備考 |
| ------------------ | -------- | -------- | ------ | ---- |
| 1935年（昭和10年） | 32,520   | (88.9)   | [ 9 ]  |      |
| 1949年（昭和24年） | 75,831   | (207.8)  | [ 9 ]  |      |
| 1968年（昭和43年） | 115,093  | (315.3)  | [ 10 ] |      |
| 1970年（昭和45年） | 76,257   | (208.9)  | [ 10 ] |      |
| 1978年（昭和53年） |          | 77       | [ 11 ] |      |

## 駅周辺
- 国道238号（宗谷国道）[12]
- 北海道道121号稚内幌延線
- 稚内警察署声問駐在所
- 声問郵便局
- 道立宗谷ふれあい公園
- 稚内市立声問小学校
- 緑ヶ丘学園
- 大沼球場
- 明治乳業株式会社稚内工場
- オホーツク海 - 駅から約0.2km。夏にはサハリンが望めた[8]。
- 声問川
- 大沼
- 宗谷バス「声問」停留所

## 駅跡
2001年（平成13年）時点では空き地となっていた。2010年（平成22年）時点でも同様であったが、線路跡は国道238号に転用されており、駅跡地は全く分からなくなっている。

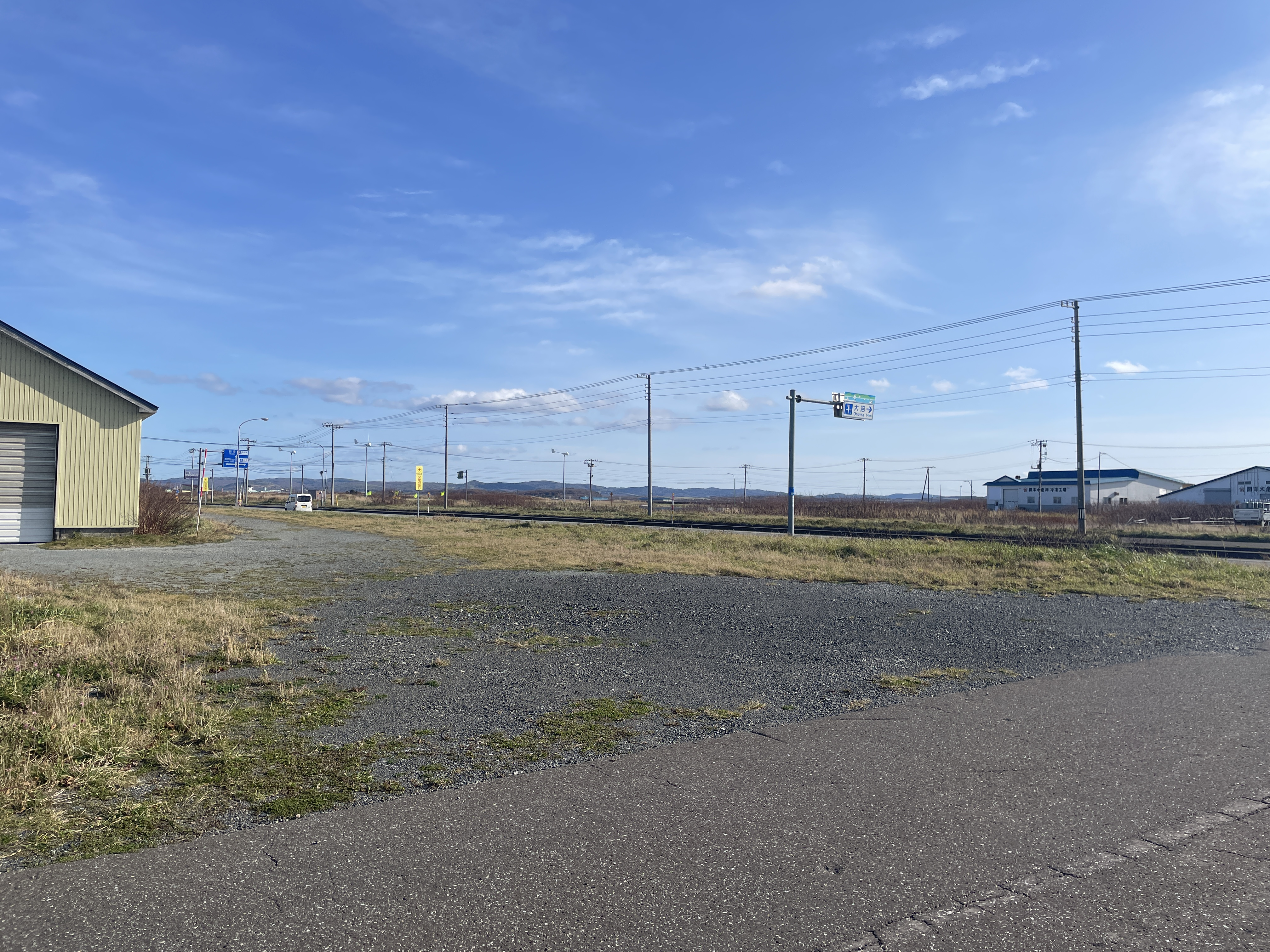
2023年11月現在の駅跡（左側に写っている建物は当駅廃止時点でも存在した。）

## その他
1987年（昭和62年）4月時点で、当駅を発着駅とする区間列車が上下1本（稚内駅 - 当駅間、下りは休日運休、上りは声問駅 - 南稚内駅間休日運休）設定されていた（1987年（昭和62年）3月20日改定の時刻）。

## 隣の駅
北海道旅客鉄道
天北線
恵北駅 - （臨）東声問駅 - 声問駅 - 宇遠内駅